# 2D
 For alternative betydninger, se 2D (flertydig). (Se også artikler, som begynder med 2D)
2D eller 2-D er en udbredt forkortelse for "to dimensioner", dvs. en visuel flade der ikke udtrykt med dybde, men kun med to akser: højde (typisk benævnt y) og bredde (x). 3D-grafik tilføjer denne ekstra dimension/akse, dybden (z).
| Dodekaeder | Spire Denne artikel om geometri er en spire som bør udbygges. Du er velkommen til at hjælpe Wikipedia ved at udvide den. |